# Monte Dow
El monte Dow (en inglés: Mount Dow) es una elevación de 1680 m s. n. m. de altura, ubicado en el lado sur del glaciar Novosilski a unos 2 kilómetros al oeste del monte Carse en el sur de Georgia del Sur, en el océano Atlántico Sur, cuya soberanía está en disputa entre el Reino Unido el cual las administra como «Territorio Británico de Ultramar de las islas Georgias del Sur y Sandwich del Sur», y la República Argentina que las integra al Departamento Islas del Atlántico Sur, dentro de la Provincia de Tierra del Fuego, Antártida e Islas del Atlántico Sur. Fue examinado por la South Georgia Survey en el período 1951-1957, y fue nombrado por el Comité Antártico de Lugares Geográficos del Reino Unido por el historiador ballenero estadounidense George Francis Dow, el autor de Whale Ships and Whaling: A Pictorial History of Whaling During Three Centuries (traducido como Buques de ballenas y la pesca de ballenas: una historia ilustrada de la caza de ballenas durante tres siglos).